# Маурицио Сари
Маурицио Сари (10. јануар 1959) италијански је професионални фудбалски тренер.
Није професионално играо фудбал, играо је на аматерском нивоу на позицији штопера док је радио као банкар. Године 2005. имао је први посао у Серији Б у Пескари. Године 2014. освојио је промоцију у Серији А са Емполијем, након што је изборио опстанак заузевши 15. позицију, ангажовао га је Наполи. Освојио је неколико појединачних награда док је управљао клубом из Напуља, а након што је завршио као другопласирани у лиги 2017–18, прешао је у Челси. 
Сари је рођен 10. јануара 1959. у округу Багноли у Напуљу. Његов отац Америђо, бивши бициклиста, који је рођен и одрастао у Тоскани, вратио се у ту регију са својом породицом након што је радио као грађевински радник за челичану Италсидер. Одрастао у четврти Фиљине Фалдарно, Сари је поделио своје време бавећи се аматерски фудбалом и радећи као банкар у Тоскани. Његов посао у банци омогућио му је да путује по Европи, радећи у Лондону, Цириху и Луксембургу.

## Менаџерска каријера

### Рана каријера
Сарију је први клуб као менаџеру био УСД Стиа 1925, кога је почео тренирати 1990. Следеће године је именован за менаџера УС Фаеллесе.
Сари је касније радио за УСД Цавриглиу и Антелу. Године 1998. именован је за менаџера АЦ Валдема, али је добио отказ наредног јануара. Преузео је Теголето у истој дивизији у септембру 1999.
Године 2000, Сарри је потписао за Сансовино и одвео тим у Серију Д. Његови успеси са Сансовином довели су до тога да је Санђованесе из Серије Ц2 потписао са њим уговор 2003. године, где је остао две сезоне и одвео клуб у Серију Ц1 у својој првој кампањи. 
Дана 18. јуна 2005. године, Сари је поднео оставку. и изабран је за тренера Пескаре која се налазила у Серији Б. Након што је избегао испадање, напустио је клуб 30. јуна 2006. и био је постављен на чело Арецоа, 1. новембра, на место Антонио Контеа . 13. марта 2007. године, он је ослобођен дужности, а Конте се вратио на ту функцију.
Дана 18. јула 2007. године Сари се придружио Авелину у другом рангу, али је дао оставку 23. августа након тешких сукоба са одбором клуба. 31. децембра је заменио Давида Пелегринија на челу Вероне,  али је и сам био смењен 28. фебруара након што је освојио само један бод током својих шест утакмица.
Дана 23. септембра 2008. године, Сари је именован за тренера Перуђе. Отпуштен 15. фебруара наредне године, вратио се на тренерске дужности 24. марта 2010. са Гросетом . 6. јула те године Сари је постављен за менаџера Алесандрије., Стигао је до доигравања, али избачен у полуфиналу од стране Салернитане. 
Сари је поднео оставку из Алесандрије 24. јуна 2011, а 6. јула 2011. именован је на чело Сорентеа . Он је тренирао клуб кроз првих неколико месеци сезоне до паузе у сезони, играјући атрактиван, нападачки фудбал. Упркос томе што је клуб завршио на шестом месту, отпуштен је 13. децембра.

### Емполи
Дана 25. јуна 2012, клуб из Серије Б, Емполи, запослио је Сарија за новог тренера. У првој сезони, довео је клуб на четврто место и финале пле-офа, али је изгубио од локалног ривала Ливорна .
Следеће сезоне, Сари је довео Емполи на друго место и обезбедио директну промоцију у Серију А након шест година. У Серији А 2014–15, Емполи је избегао испадање, завршили су на 15. месту.

### Наполи
Дана 11. јуна 2015. Сари је напустио Емполи и потписао за клуб свог родног града, Наполи, заменивши Рафаела Бенитеза, који је отишао након што није успео да се пласира у Лигу Шампиона .
У својој првој сезони, Сари је довео Елсеида Хисаја, Пепе Реину и Алана. Наполи је завршио на другој позицији иза Јувентуса . Сари је продужио свој боравак у клубу до 2020. године, 27. маја 2016. Два месеца касније Јувентус успева да потпише Гонзала Игуаина из Наполија за 90 милиона €, који је успео да изједначи рекорд са највише голова у једној Серие А сезони, постигавши 36 голова. 
У сезони 2016/2017 Наполи је завршио на 3. позицији највише захваљујући Дрису Мертенсу који је постигао 28 голова. Сари је изабран за најбољег тренера лиге.
Сари, чији је Наполи завршио прву половину сезоне Серие А на 1. позицији, освојио је титулу "Campioni d'Inverno" ("Зимски шампиони") по први пут након 26 година. Иако је Наполи на крају завршио сезону на трећем месту, резултати тима у првој половини сезоне довели су га до тога да је веровао да је конструисао тим који је способан да освоји лигу следеће сезоне. Наполи би почео сезону 2017–18 у одличној форми, постављајући клупски рекорд за највише узастопних победа у лиги, 8. Клуб је тек у децембру доживео први пораз у лиги, чекајући још три месеца на други. Клуб је такође повратио титулу "Campioni d'Inverno" из претходне кампање. Наполи је завршио сезону Серие А 2017/ на другом месту, четири бода иза Јувентуса. Дана 23. маја 2018. године, Сари је замењен Карлом Анћелотијем .

### Челси
Дана 14. јула 2018. године, Сари је именован за менаџера Челсија, заменивши Антониа Контеа који је дан раније био смењен. У својој првој такмичарској утакмици 5. августа, екипа је изгубила финале Комјунити Шилда 2–0 од Манчестер Ситија на Вемблију . Следеће недеље, он је забележио своју прву победу као менаџер Челсија у лигашкој утакмици победивши са 3-0 Хадерсфилд . Сари је био без пораза на својих првих дванаест лигашких утакмица, до 24. новембра, где су изгубили 3-1 од Тотенхема .

## Трофеји

### Челси
- Лига Европе (1) : 2018/19.

### Јувентус
- Серија А (1) : 2019/20.